# Anthony B. North Peat
Pour les articles homonymes, voir Peat.
Anthony B. North Peat (1829-1871) est un écrivain français.

## Biographie
Anthony B. North Peat est né à Tours le 25 juillet 1829, de père et mère anglais, naturalisé français. Il étudie à Paris, au Lycée Impérial. Il meurt accidentellement à Paris le 14 janvier 1871 pendant le siège de Paris.
Il fut attaché au cabinet du ministre de l'Intérieur puis attaché au Conseil d’État. Membre de la Société des Sciences Morales, des Lettres et des Arts de Seine-et-Oise en 1852.
Il fut le correspondant à Paris du Morning Star (en) et du Yorkshire Post.

## Œuvres
- Consolations,  Cherbuliez, 1852
- L'Amie du vieillard, nouvelle, Cherbuliez, 1853
- Un mauvais quart d'heure, nouvelle, Marc Ducloux, 1856 lire en ligne sur Gallica
- La Troisième Terre, comédie, Librairie nouvelle, 1859
- Un amour sous enveloppe, comédie, Librairie nouvelle, 1859
- Paris sous le Second Empire, journal d'un anglais à Paris (Gossip from Paris during the Second Empire. Correspondence (1864-1869) of Anthony B. North Peat, selected and arranged by Alfred Rayney Waller (en)), traduit par Ève Paul-Margueritte, 1903

### Traductions
- Lady Isabel (East Lynne (en) de Mrs. Henry Wood), La Patrie, 1862 vol. 1 sur Gallica vol. 2 sur Gallica

### Essais
- « Singularités humoristiques et littéraires en Angleterre : Jonathan Swift », Revue Contemporaine, 15 mai 1855
- « Singularités humoristiques et littéraires en Angleterre : Richard Steele », Revue Contemporaine, 15 septembre 1857
- « La révolte de l'Inde », Revue Contemporaine, 15 mars 1858
- « Le royaume d'Aoude », Revue Contemporaine, 15 juillet 1858
- « Études critiques sur les revues anglaises », Revue Contemporaine, 1859
- « Satan, son rôle dans la littérature anglaise et américaine », Revue Contemporaine, 1859
- « La prédication populaire en Angleterre : le révérend C. H. Spurgeon », Revue Contemporaine, 15 septembre 1859 lire sur Google Livres
- « La prédication populaire en Angleterre : les prédicateurs en plein vent », Revue Contemporaine, 15 septembre 1859, p. 262 lire sur Google Livres
- « La littérature des aliénés en Angleterre », Revue contemporaine, juin et juillet 1863[9],[10]
- Singularités humoristiques et religieuses en Angleterre, Paris, Jules Hetzel éd. 1869

## Critiques
- « Sous le titre modeste et touchant de Consolations un petit livre vient de paraître qui a été pour nous, et sera pour le public, une surprise et une joie littéraire une surprise, car l'ouvrage est d'un étranger qui écrit notre langue comme s'il l'eût parlée dès son berceau; une joie, car l'inspiration est aussi pure, l'intérêt aussi vif et la morale aussi douce, que le style est excellent. L'auteur s'est formé tout jeune à la grande école humaine, à l'école de la douleur. Consol par l'intelligence et la foi, il enseigne aux autres à se consoler comme lui », Pitre-Chevalier, Le Musée des familles.